# Gyponana angustana
Gyponana angustana är en insektsart som beskrevs av Delong 1983. Gyponana angustana ingår i släktet Gyponana och familjen dvärgstritar. Inga underarter finns listade i Catalogue of Life.